# Hermann de Neuenahr
Pour les articles homonymes, voir Neuenahr.
Hermann de Neuenahr (en latin Hermannus Nuenarius, ou Hermannus a Nova Aquila) est un ecclésiastique, homme d'État et humaniste allemand, né en 1492, mort à Augsbourg le 20 octobre 1530.

## Biographie
Il était le fils de Guillaume Ier, comte de Neuenahr († 12 mars 1497), et frère du comte Guillaume II († 1552). Le comté de Neuenahr correspond à la ville actuelle de Bad Neuenahr-Ahrweiler, sur la rivière Ahr ; il dépendait de l'Électorat de Cologne.
Il grandit à Cologne, où sa famille possédait une résidence, et fut élevé par un parent, le comte Simon de Spiegelberg, chanoine de la cathédrale. Il y fut lui-même titulaire d'un canonicat dès l'âge de trois ans. Il en reçut un autre de la cathédrale Saint-Lambert de Liège à huit ans, puis un autre encore d'Aix-la-Chapelle. Il fut inscrit à l'Université de Cologne en 1504. En 1508 il partit pour Rome dans la suite de l'archevêque, et en 1509 s'inscrivit à l'Université de Bologne, où il étudia le grec.
Il fréquenta les cercles humanistes de l'époque, dont Érasme, qu'il accueillit chez lui en 1518. Avec son compatriote et ami Henri-Corneille Agrippa de Nettesheim, il soutint Johannes Reuchlin dans sa défense des livres juifs (le Talmud et la Kabbale), publiant en 1517 une Defensio præstantissimi viri Johannis Reuchlin. En 1518 parut l'Epistola trium illustrium virorum ad Hermannum comitem Nuenarium (les « trois hommes illustres » sont Johannes Reuchlin, Ulrich von Hutten et Hermann von dem Busche). Il était également lié avec Konrad Peutinger et avec Joachim Camerarius l'Ancien, qui lui composa une épitaphe.
En 1519, il fit partie de la suite de l'archevêque-électeur de Cologne à la diète de Francfort-sur-le-Main pour l'élection du nouvel empereur germanique. Il y défendit la cause de Charles Quint, et réclama auprès du souverain la destitution de Jacob Hoogstraten, l'inquisiteur persécuteur de Reuchlin.
En 1524, il devint prévôt du chapitre de la cathédrale de Cologne, titre auquel était associé celui de chancelier de l'Université de Cologne. Il fit partie à plusieurs reprises, dans les années suivantes, des délégations de l'archevêque de Cologne aux diètes d'Empire. Il mourut à Augsbourg de dysenterie alors qu'il y représentait l'archevêque à une diète avec son frère le comte Guillaume II. Il était âgé seulement de trente-huit ans.

## Œuvre
En 1521, il publia à Cologne l'édition princeps de la Vita Karoli d'Éginhard et des Annales qui dicuntur Einhardi. La même année, il fit paraître aussi un opuscule intitulé De origine et sedibus priscorum Francorum : il y rejetait la légende de l'origine troyenne des Francs, soutenue récemment alors par l'abbé Johannes Trithemius, qui se réclamait des écrits d'un prétendu chroniqueur Hunibald le Franc, contemporain de Clovis. Ces publications se firent chez l'imprimeur de Cologne Johannes Heyl, dit Johannes Soter. En 1528, il fut le premier éditeur de la Mulomedicina de Végèce, cette fois à Bâle. En 1529, il publia une étude sur l'épidémie de suette anglaise qui faisait alors rage : De novo hactenusque Germanis inaudito morbo ἱδροπυρετοῦ, hoc est sudatoria febri, quam vulgo sudorem Britannicum vocant. Après sa mort, son neveu publia encore en 1532, d'après les travaux qu'il avait laissés, une édition des Rerum medicarum libri quattuor du médecin Théodore Priscien (sous le nom d'« Octavius Horatianus » qui apparaît parfois sur les manuscrits de cet auteur), et en 1537 un texte intitulé Annotationes aliquot herbarum, & Formula excudendi herbarii (sur les noms des plantes chez Dioscoride). En 1584, Christophe Plantin édita son De Gallia Belgica commentariolus, sur la géographie antique de cette région.
En 1529, il avait également publié de la poésie religieuse en latin : Carmina aliquot, quibus historia mortis Jesu in septem horas distributa est.